# Галагуза Олена Володимирівна
Олена Володи́мирівна Галагуза (27 лютого 1985 року, м. Житомир) — українська журналістка телебачення, радіо, друкованих ЗМІ, блогерка, громадська активістка, депутатка Житомирської обласної ради VII скликання.
Заступник директора телерадіокомпанії «Рекорд Коростень FM».

## Біографія
Народилась 27 лютого в Житомирі. 1 вересня 1992 року пішла до першого класу гуманітарної гімназії № 23 міста Житомир, яку закінчила із «Золотою медаллю» в 2002 році.
В 2002 році вступила до Житомирського державного університету ім. Івана Франка в Інститут іноземної філології, котрий закінчила з відзнакою в 2007 році, за освітньо-кваліфікаційним рівнем — спеціаліст. Вільно володіє українською, російською, англійською мовами, на розмовному рівні — польською та німецькою.
Поєднувала навчання з роботою, працюючи кореспонденткою обласних газет «РІО-Інтер» (2002-03) та «Вільне слово» (2002-04). З 2004 по 2007 роки працювала заступницею головного редактора — випусковим редактором всеукраїнського видання «Громадський вектор». Після закінчення вишу працювала помічницею у прес-службі голови Житомирської ОДА (2007), згодом — журналісткою тижневика «Субота» (2007—2010) та кореспонденткою «Газети по-українськи» (від 2007 р.).
Від 2010 до 2012 року — журналістка житомирської ТРК «Союз-ТВ», в 2012-13 роках — телестудії «Ц», програми якої виходили на каналі «Тоніс».
Учасниця чемпіонату Житомирської області з пауерліфтингу 2021 року, де перемогла у своїй ваговій категорії та посіла третє місце в абсолютному заліку. У березні 2023 року перемогла у чемпіонаті Житомирської області з класичного пауерліфтингу та жиму лежачи.

## Громадська діяльність
Учасниця Помаранчевої революції 2004 року. Перебувала в різних громадських організаціях, серед яких, зокрема, «Молодий Рух Житомирщини», обласне відділення «Міжнародне товариство прав людини». Випускниця школи юних політиків.
Автор викривальних матеріалів про житомирських можновладців.
4 вересня 2017 року, через незгоду з бездіяльністю Національної спілки журналістів України, публічно заявила про вихід з організації.
Ініціаторка відновлення пам'ятних дощок О.Ольжичеві на вулиці Ольжича та біля вхідної брами Подільської церкви в Житомирі, пам'ятної дошки Миколі Сціборському на вулиці Миколи Сціборського, член комісії з проведення конкурсу на встановлення пам'ятника О.Ольжичу в Житомирі.
Активістка руху «Дружні до малят» на Житомирщині, пропагує годування малюків грудьми.

## Політична діяльність
На місцевих виборах 2015 року обрана депутатом Житомирської обласної ради, голова постійної комісії з гуманітарних питань.
Одна з ініціаторів припинення фінансування проросійських ветеранських організацій на Житомирщині та передачі майна обласної громади в їх безоплатне користування. Наслідком стало значне зменшення та, за деякими статтями витрат, припинення фінансування.
Кандидатка в депутати Житомирської обласної ради на місцевих виборах 2020 року.

## Відзнаки та нагороди
- Диплом за І місце у житомирському міському конкурсі «Журналіст року» серед журналістів телебачення.
- Переможець у номінації «За найкраще розкриття проблем у сфері спорту» у ХІ Всеукраїнському конкурсі-фестивалі телевізійних спортивних програм «Світ спорту»[17].
- Грамота Проводу Українських Націоналістів за заслуги перед Українським Націоналістичним Рухом і Організацією Українських Націоналістів[18].
- Почесна грамота Житомирської облдержадміністрації за багаторічну сумлінну працю, значний внесок у висвітлення діяльності органів влади і місцевого самоврядування, розвиток інформаційної сфери Житомирщини, високий професіоналізм та з нагоди Дня журналіста.
- Почесна грамота Житомирської облдержадміністрації за багаторічну сумлінну працю, значний особистий внесок у реалізацію державної політики в області щодо пропаганди та запровадження здорового способу життя, творчого і патріотичного виховання молоді, високий професіоналізм та з нагоди Дня молоді.
- Подячний лист від Віцепрем'єр-міністра України Олександра Сича за організацію заходів з нагоди 70-ї річниці від загибелі О.Ольжича — українського державника, вченого, поета, націоналіста.
- Подяка виконавчого комітету Житомирської міської ради за внесок в популяризацію героїв національно-визвольних змагань[19].